# Dharuhera
Dharuhera è una suddivisione dell'India, classificata come census town, di 18.890 abitanti, situata nel distretto di Rewari, nello stato federato dell'Haryana. In base al numero di abitanti la città rientra nella classe IV (da 10.000 a 19.999 persone).

## Geografia fisica
La città è situata a 28° 13' 0 N e 76° 46' 60 E e ha un'altitudine di 243 m s.l.m..

## Società

### Evoluzione demografica
Al censimento del 2001 la popolazione di Dharuhera assommava a 18.890 persone, delle quali 10.750 maschi e 8.140 femmine. I bambini di età inferiore o uguale ai sei anni assommavano a 3.221, dei quali 1.781 maschi e 1.440 femmine. Infine, coloro che erano in grado di saper almeno leggere e scrivere erano 12.595, dei quali 8.058 maschi e 4.537 femmine.